# La Paix éternelle
Pour les articles homonymes, voir Paix éternelle.
La Paix éternelle (titre original : The Forever Peace) est un roman de Joe Haldeman publié en langue originale en octobre 1997 puis en France en juin 1999,. En 1998, il vaut à son auteur les prix Nebula, Hugo et John-Wood-Campbell Memorial.

## Résumé
Utilisant des robots quasi invincibles contrôlés à distance appelés « soldierboys », l'Alliance combat des guerrillas du tiers-monde dans une série ininterrompue de guerres économiques. Étant la seule nation à posséder la technologie pour produire ces soldats, le conflit est inégal.

## Critiques
Télérama indique en 2021 que le livre est devenu un « classique pacifiste », inspiré par l'expérience de l'auteur lors de la guerre du Vietnam. Pour ActuaLitté, « dans La Paix éternelle, Joe Haldeman anticipe de manière remarquable une partie de ce qui fait le futur des conflits et pose les grandes questions engendrées par ces mutations : soldats-drones, nano-technologies, batailles pilotées à distance, place de l'éthique, rôle de la science, tout en continuant à dénoncer les ravages de la guerre ».